# Pelle Mattsson
Pelle Mattsson, né le 4 août 2001 à Marstal au Danemark, est un footballeur danois qui évolue au poste de milieu central au Silkeborg IF.

## Biographie

### En club
Né à Marstal au Danemark, Magnus Mattsson est formé par le Silkeborg IF. Il signe un premier contrat stagiaire avec son club formateur le 7 février 2019. Mattsson joue son premier match en professionnel le 21 avril 2019, lors d'une rencontre de championnat, face au Hvidovre IF. Il entre en jeu à la place de Ronnie Schwartz et son équipe s'impose par deux buts à zéro,.
Pelle Mattsson découvre la Superligaen, l'élite du football danois, le 8 juillet 2020, contre l'Odense BK. Il est titularisé et son équipe s'impose par trois buts à un. Ce même jour, il signe son premier contrat professionnel avec le Silkeborg IF, d'une durée de quatre ans et demi, soit jusqu'en décembre 2024.
Mattsson est titularisé lors de la finale de la Coupe du Danemark le 9 mai 2024 où son équipe affronte l'AGF Aarhus. Son équipe s'impose sur le score de un but à zéro et il remporte ainsi son premier trophée,.

### En sélection
Pelle Mattsson représente l'équipe du Danemark des moins de 19 ans. Il joue un total de trois matchs, tous en 2019.

## Vie privée
Pelle Mattsson est le frère de Magnus Mattsson, lui aussi footballeur professionnel. Ils commencent tous deux leur carrière au Silkeborg IF.

## Palmarès
Silkeborg IF
- Coupe du Danemark (1) :
  - Vainqueur : 2023-2024.